# Schnecksville
Schnecksville es un lugar designado por el censo (en inglés, census-designated place, CDP) ubicado en el condado de Lehigh, Pensilvania, Estados Unidos. Según el censo de 2020, tiene una población de 3261 habitantes.

## Geografía
La localidad está ubicada en las coordenadas 40°40′15″N 75°37′15″O / 40.67083, -75.62083 (40.670888, -75.620714).

## Demografía
Según la Oficina del Censo, en 2000 los ingresos medios de los hogares eran de $74,808 y los ingresos medios de las familias eran de $78,519. Los hombres tenían unos ingresos medios de $51,716 frente a $35,714 para las mujeres. La renta per cápita era de $27,533. Alrededor del 1.3% de la población estaba por debajo del umbral de pobreza.
De acuerdo con la estimación 2015-2019 de la Oficina del Censo, los ingresos medios de los hogares son de $79,647 y los ingresos medios de las familias son de $95,500. Alrededor del 4.5% de la población está por debajo del umbral de pobreza.